# Gian Francesco Galeani Napione

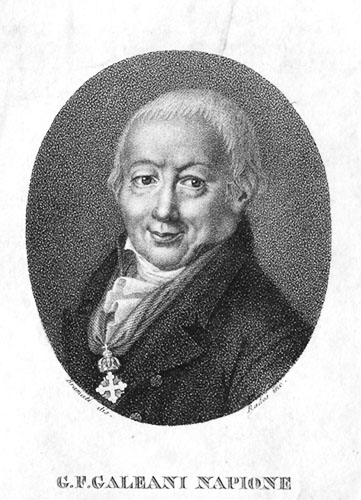
Ritratto di Galeani Napione tratto dal volume “Dell’uso e dei pregi della Lingua Italiana", Milano, Giovanni Silvestri, I, 1819.

Gian Francesco Galeani Napione, noto anche come Francesco Galeani Napione conte di Cocconato (Torino, 1º novembre 1748 – Torino, 12 giugno 1830), è stato uno storico, letterato e poeta italiano.

## Biografia

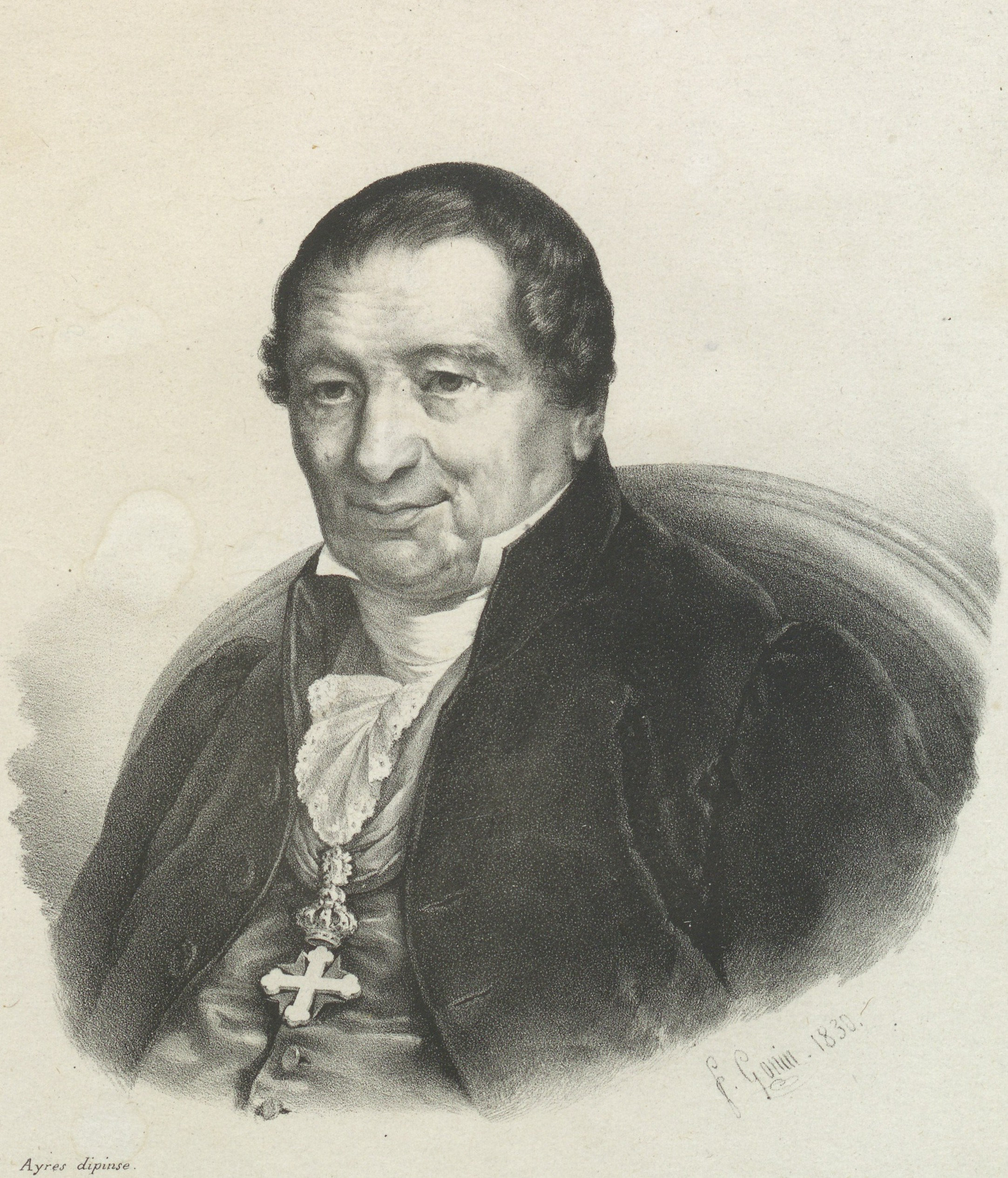
Ritratto di Gian Francesco Galeani Napione, 1830

Nato a Torino da Amedeo Valeriano e Maddalena Maistre, fece studi giuridici coltivando parallelamente l'interesse per la storia e la letteratura influenzato dagli insegnamenti di Giuseppe Bortoli.
Alla morte del padre nel 1768, entrò nell'amministrazione delle Finanze, diventando intendente nel 1779.
Nel 1773, pubblicò il Saggio sopra l'arte storica, dedicandolo a Vittorio Amedeo III di Savoia.
Su incarico del governo savoiardo, pubblicò nel 1780 Osservazioni intorno al progetto di pace tra S[ua]. M[aestà]. e le potenze barbaresche, dove si proponeva la formazione di una confederazione tra gli stati marittimi italiani sotto la guida del papato per difendere il loro commercio marittimo dall'attività dei pirati barbareschi.
Da sempre ostile alle mire espansionistiche francesi, si adoperò con scritti successivi: "Idea di una confederazione delle potenze d'Italia" (1791), "Memoria sulla necessità di una confederazione delle potenze d'Italia" (1794) promuovendo casa Savoia, in luogo del Papa, come guida di una confederazione di stati italiani  e questo gli valse alcune promozioni nell'ambito dell'amministrazione sabauda.
Nel 1791 pubblicò l'opera sua più famosa, Dell'uso e dei pregi della lingua italiana, caratterizzata da una netta avversione alle idee illuministe del tempo, con una decisa posizione contro il Cesarotti che, nel Saggio sulla filosofia delle lingue applicata alla lingua italiana (1785) aveva teorizzato la lingua come una materia in continuo divenire. Galeani Napione dichiarava la necessità di rifiutare parole e forme derivanti dalle lingue straniere; il saggio è uno dei primi manifesti del Purismo.
Nel 1797 venne promosso a generale delle finanze.
Nel periodo dell'invasione francese, il Napione si ritirò dalle funzioni pubbliche per farne ritorno dopo il periodo austro-russo e quello napoleonico.
Fu proprio sotto Napoleone che il Napione, pur senza entusiasmo, divenne prefetto di Vercelli ed insignito della Legion d'onore.
Nel 1801 fu nominato socio dell'Accademia delle Scienze di Torino, poi presidente della classe di scienze morali, storiche e filologiche.
Nel 1812 fu eletto membro della nuova Accademia della Crusca.
Dopo la Restaurazione nel 1814, fece parte del Magistrato per la riforma dell'Università.
Alla sua morte molti dei suoi componimenti poetici vennero conservati dal genero Luigi Nomis di Cossilla.
La città di Torino gli ha dedicato una via nel quartiere Vanchiglia.

## Opere
- Discorso intorno alla Storia del Piemonte. Torino: Presso i librai Gaetano Balbino, e Francesco Prato in Doragrossa, 1791.
- Dell'uso e dei pregi della lingua italiana 1791
- Dell'uso e dei pregi della lingua italiana, Firenze: Molini e Landi, 1813 (Google libri).
- Saggio sopra l'Arte storica
- Osservazioni intorno al progetto di pace di Sua Maestà e le potenze barbaresche (1780)
- Elogio di Giovanni Botero , 1782
- Idea di una confederazione delle potenze d'Italia (1790)
- Memoria sulla necessità di una confederazione delle potenze d'Italia (1794)
- Del nuovo stabilimento delle repubbliche lombarde (1797)
- Lettera a Francesco Benedetti sul merito dell'Alfieri poeta tragico 1818.
- Della patria di Cristoforo Colombo (dissertazione), Firenze 1808
- La Griselda - tragedia
- Monumenti dell'Architettura antica. Lettere al conte Giuseppe Franchi di Pont, Pisa, 1820.
- Amico d'Italia 1826, 1827
- Morte di Cleopatra